# Zaoziorsk
Zaoziorsk (en rus Заозёрск) és una ciutat tancada de l'óblast de Múrmansk, a Rússia. Es troba al nord de la península de Kola, a 54 (150 km per carretera) al nord-oest de Múrmansk.
Fundada el 1958, Zaoziorsk esdevingué una base de submarins de la Unió Soviètica. Durant l'època soviètica la ciutat tingué els noms de Severomorsk-7 i després Múrmansk-150. La majoria dels habitants treballaven a les forces armades russes, sobretot a la base naval de Bolxaia Lopatka.